# Принцеса (храна)
Принцеса  е популярна закуска от българската национална кухня, вид аламинут, представляващ филия хляб, със запечен животински продукт (намазан с яйце, или смес от яйце и кашкавал, настърган кашкавал или разбъркани сирене и яйца,  и подправки като млян лют червен пипер, черен пипер, шарена сол, сол, чубрица).
В източна и югоизточна България такъв вид аламинут е наричан Принцеса, който се различава от „Страндженка“   по това, че е с кайма.